# Rosa Raisa
Rosa Raisa (Raitza Burchstein) fue una soprano judía nacida en Polonia (Białystok) en 1893 y que emigró a Nápoles, Italia, huyendo de las persecuciones contra los judíos en 1907.

## Biografía
Estrenó Turandot en 1926 y fue favorita en La Scala, el Teatro Colón y la Ópera de Chicago donde cantó por 24 temporadas. Nunca cantó en el Metropolitan Opera de New York.
Debutó en 1913 en Parma cantando luego en Roma, Philadelphia, Londres, París, México, Río de Janeiro y el Teatro Colón de Buenos Aires en 1915 como Francesca de Rímini, la Mariscala, Aida - con Enrico Caruso-, Santuzza, Selika, Mimi, Leda, Loreley, Valentine, Alice Ford, Norma, Doña Ana, en 1929 como Turandot, Leonora, Norma y nuevamente Aida.
En Chicago inauguró el nuevo edificio de la Ópera Lírica de Chicago con Aida, aclamada Gioconda, Maliella (I gioielli della Madonna) y Rachel en La Juive además de Norma, La Fanciulla del West, Suor Angelica, Un Ballo in Maschera, La Battaglia di Legnano, Francesca da Rimini, Falstaff, Don Giovanni, Lohengrin, Tannhäuser, Les Huguenots, Lo Schiavo, Isabeau, La Nave, Die Fledermaus y La Fiamma, cantó más de 200 representaciones con esa compañía y 250 en giras.
En 1924 Arturo Toscanini la dirigió en La Scala en el estreno mundial de Nerone de Arrigo Boito y en el estreno mundial de la incompleta Turandot el 25 de abril de 1926 con el tenor Miguel Fleta como Calaf.
En 1933 cantó en Berlín como parte de la temporada italiana junto a Toti Dal Monte, Giannina Arangi-Lombardi, Ebe Stignani, Beniamino Gigli y Cesare Formichi dirigidos por Panizza. Irónicamente en un palco se hallaban Hitler, Goebbels y Rudolf Hess presenciando su interpretación de Tosca.
Casada con el barítono Giacomo Rimini (1887-1952), fundó al retirarse una escuela de canto en Chicago en 1938.
Murió en Los Ángeles en 1963.